# اولاف زینکه
اولاف زینکه (انگلیسی: Olaf Zinke؛ زادهٔ ۹ اکتبر ۱۹۶۶) اسکیت‌باز سرعت اهل آلمان بود.